# Zygophlebius pseudosilveira
Zygophlebius pseudosilveira är en insektsart som beskrevs av Oswald 1994. Zygophlebius pseudosilveira ingår i släktet Zygophlebius och familjen Psychopsidae. Inga underarter finns listade i Catalogue of Life.